# Oldenlandia chereevensis
Oldenlandia chereevensis là một loài thực vật có hoa trong họ Thiến thảo. Loài này được Pierre ex Pit. mô tả khoa học đầu tiên năm 1922.